# Colchicum autumnale

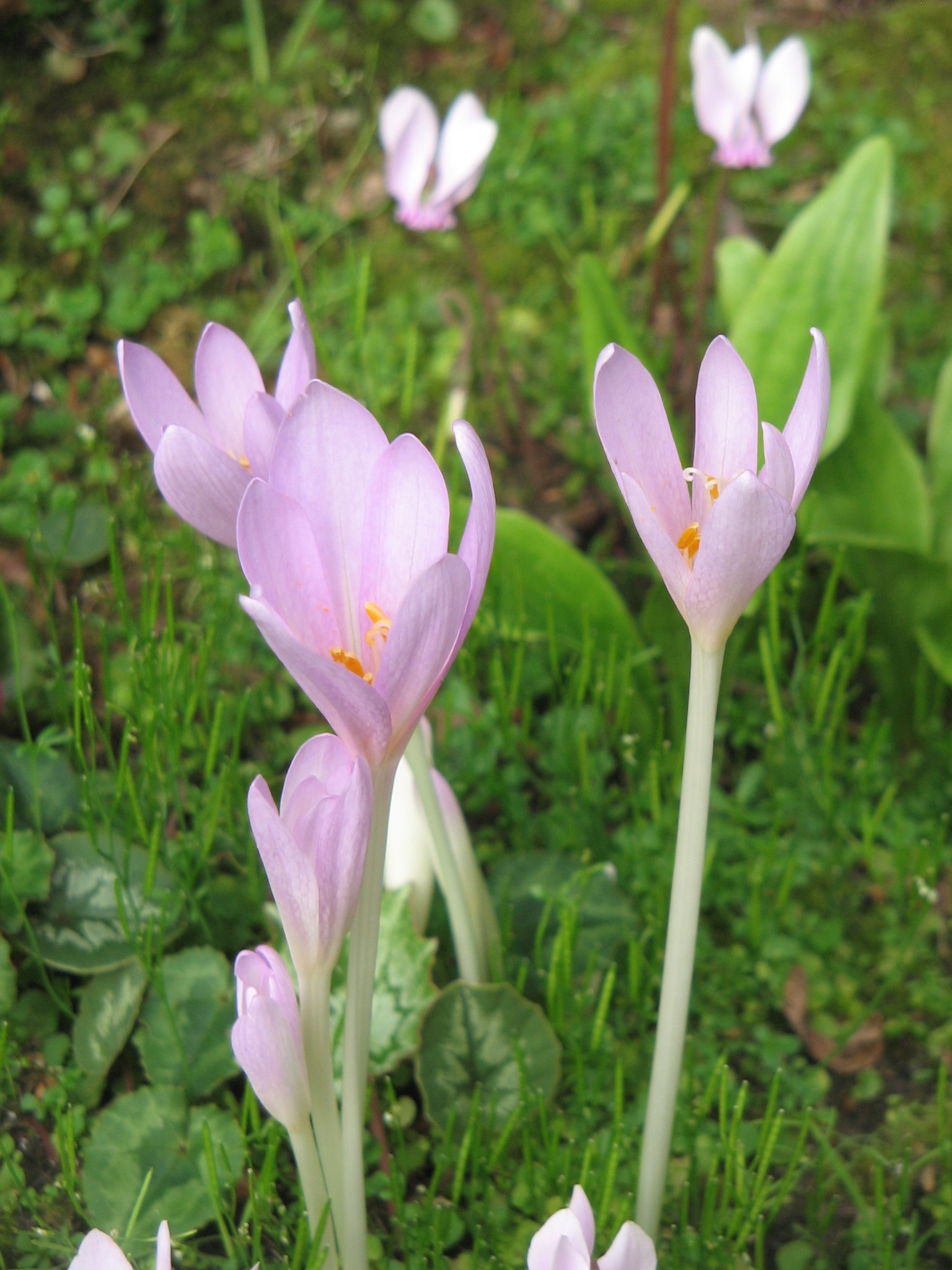

Il colchico d'autunno (Colchicum autumnale L., 1753), o falso zafferano, è una piccola pianta bulbosa erbacea autunnale, velenosa, dai vistosi fiori color rosa-violetto appartenente alla famiglia delle Colchicaceae. Fiorisce in autunno, è mortale per l'uomo se ingerito anche a basse dosi e non va confuso con il crocus che invece fiorisce a marzo, sul finire dell'inverno.

## Etimologia
Per merito della sua fioritura anomala (in autunno) e quindi facilmente individuabile, il colchico è una pianta conosciuta fin dai tempi più antichi. In effetti, il termine colchicum (in greco antico = kolchikòn) etimologicamente è posta in relazione all'antica Colchide (un regno affacciato sul Mar Nero nell'Asia Caucasica). Questo nome lo si trova già nei trattati di medicina di Dioscoride Pedanio (Anazarbe in Cilicia, 40 circa – 90 circa), medico, botanico e farmacista greco che esercitò a Roma ai tempi dell'imperatore Nerone e Galeno di Pergamo (129 – 216), medico ellenista.
Il nome venne ripreso per la prima volta in tempi moderni dal botanico francese Joseph Pitton de Tournefort (5 giugno 1656 — 28 dicembre 1708) e consolidato definitivamente come genere nel 1737 da Linneo.
L'epiteto specifico (autumnale) fa ovviamente riferimento al periodo di fioritura, anche se essa può avvenire anche in piena estate e può trarre in inganno chi crede di raccogliere lo zafferano (Crocus sativus) anche con esiti mortali.

Il binomio scientifico attualmente accettato (Colchicum autumnale) fu proposto da Carl von Linné (Rashult, 23 maggio 1707 –Uppsala, 10 gennaio 1778), biologo e scrittore svedese, considerato il padre della moderna classificazione scientifica degli organismi viventi, nella pubblicazione Species Plantarum del 1753. 

In tedesco questa pianta si chiama Herbstzeitlose, in francese colchique d'automne, in inglese meadow saffron oppure autumn crocus.

## Descrizione

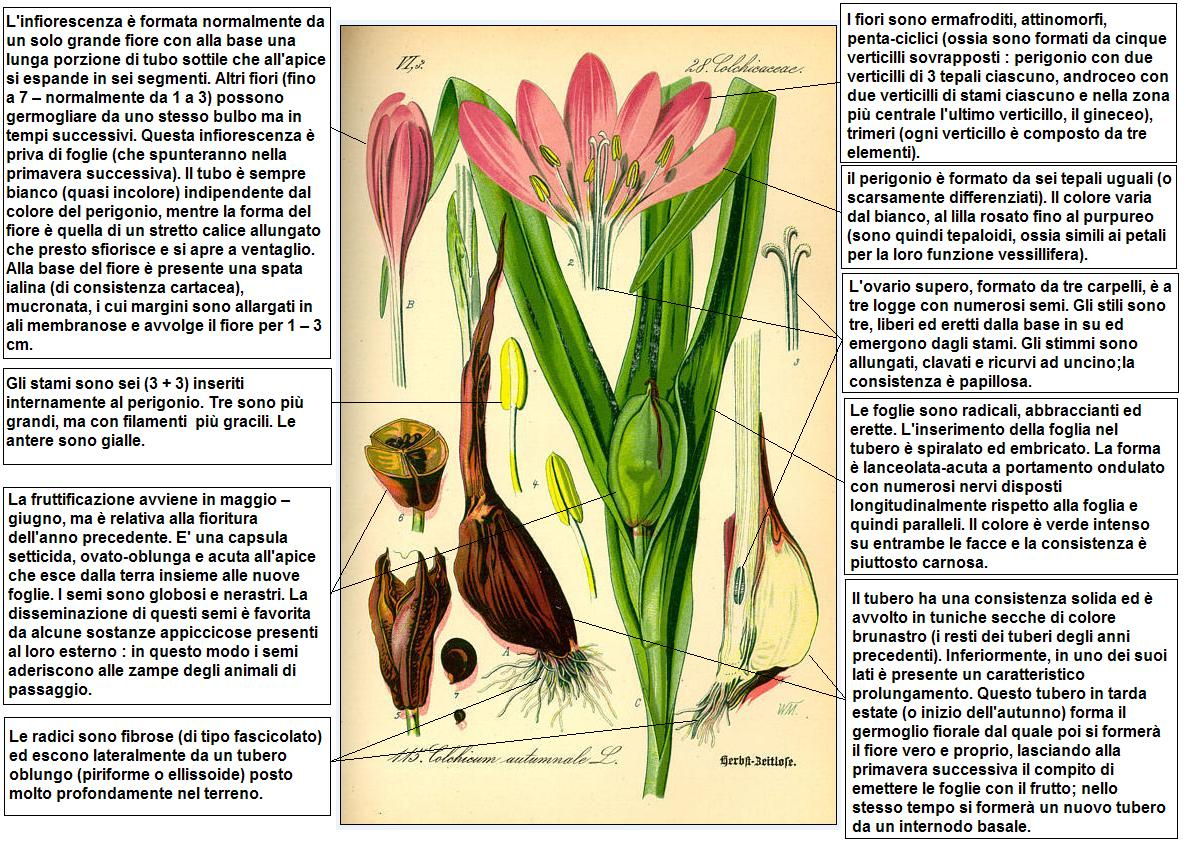
Descrizione delle parti della pianta

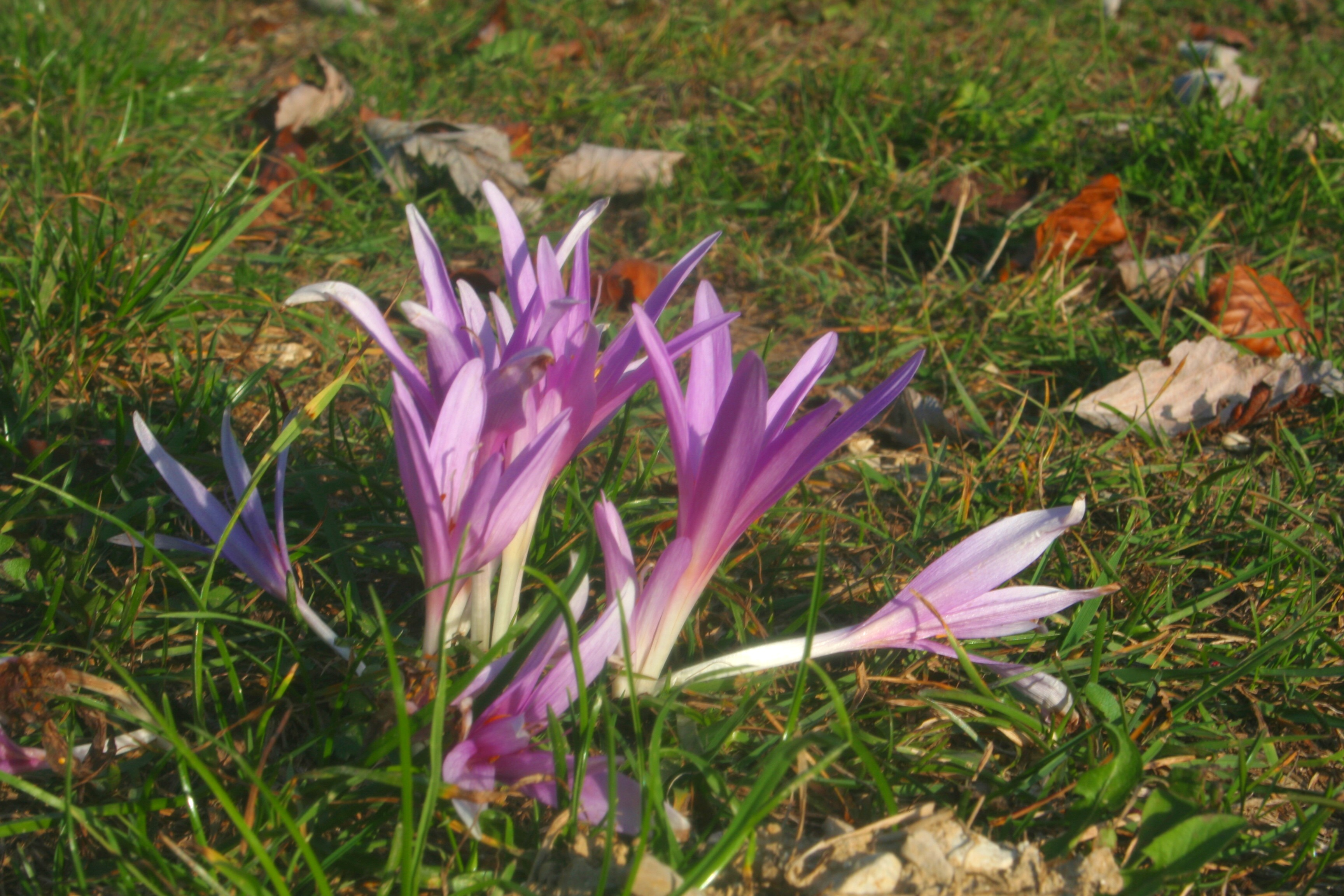
Il portamento
Località: Melere, Trichiana (BL), 843 m s.l.m. - 25/10/2008

È una pianta bulbosa e glabra la cui altezza varia da 10 a 40 cm (minimo 5 cm). La forma biologica è geofita bulbosa (G bulb), cioè è una pianta perenne erbacea che porta le gemme in posizione sotterranea. Durante la stagione avversa non presenta organi aerei, e le gemme si trovano in organi sotterranei come i bulbi, organi di riserva che annualmente producono nuovi fusti, foglie e fiori. 

### Radici

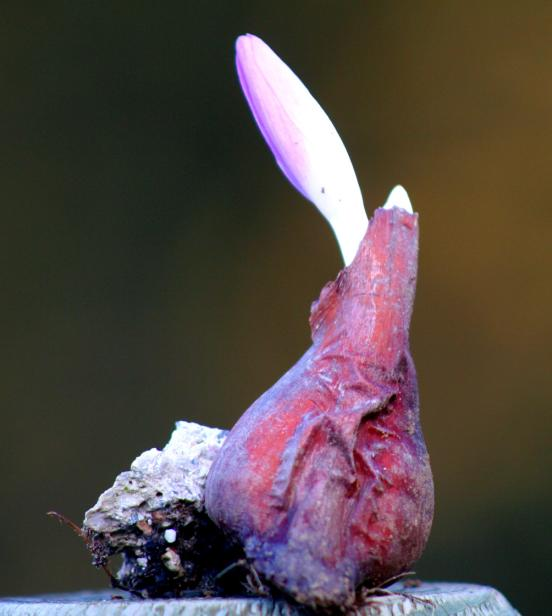
Il bulbo

Le radici sono fibrose (di tipo fascicolato) ed escono lateralmente da un bulbo-tubero oblungo (piriforme o ellissoide) posto molto profondamente nel terreno (10 – 15 cm). Più precisamente, è un tubero che ha una consistenza solida avvolto in tuniche secche di colore brunastro (i resti dei tuberi degli anni precedenti). Inferiormente in uno dei suoi lati è presente un caratteristico prolungamento. In tarda estate o all'inizio dell'autunno il tubero forma il germoglio fiorale, dal quale poi nasce il fiore vero e proprio, lasciando alla primavera successiva il compito di emettere le foglie con il frutto; nello stesso tempo si formerà un nuovo tubero da un internodo basale. Il tubero ha un diametro di 3 cm, altezza 4 – 7 cm.

### Fusto
Il fusto è praticamente assente: le foglie e i fiori crescono direttamente dal tubero radicale (che può essere considerato la parte ipogea del fusto).

### Foglie
Le foglie sono radicali, abbraccianti ed erette. L'inserimento della foglia nel tubero è spiralato ed embricato. La forma è lanceolato-acuta a portamento ondulato con numerosi nervi disposti longitudinalmente rispetto alla foglia e quindi paralleli. Il colore è verde intenso su entrambe le facce e la consistenza è piuttosto carnosa. Le foglie più grandi sono larghe 4 – 7 cm e lunghe da 15 a 26 cm (quindi 3 – 5 volte più lunghe che larghe).

### Infiorescenza
L'infiorescenza è formata normalmente da un solo grande fiore con alla base una lunga porzione di tubo sottile che all'apice si espande in sei segmenti. Altri fiori (fino a 7, normalmente da 1 a 3) possono germogliare dallo stesso bulbo ma in tempi successivi. Questa infiorescenza è priva di foglie, che spunteranno nella primavera successiva. Il tubo è sempre bianco (quasi incolore), indipendente dal colore del perigonio. La forma del fiore è uno stretto calice allungato che presto sfiorisce e si apre a ventaglio. Alla base del fiore è presente una spata ialina (di consistenza cartacea), mucronata, i cui margini sono allargati in ali membranose e avvolge il fiore per 1 – 3 cm. Lunghezza del tubo del perigonio: 10 – 20 cm.

### Fiore

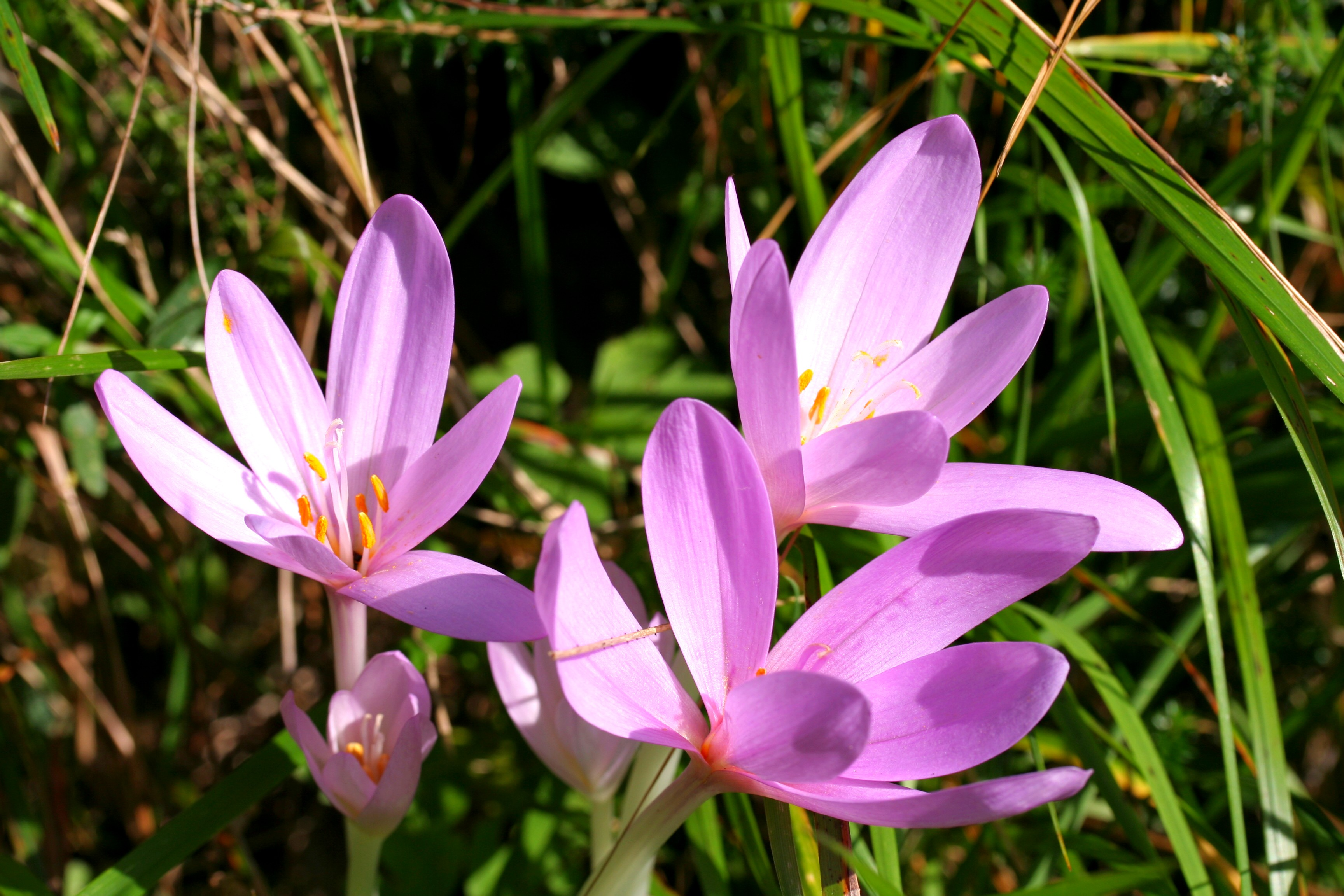
I fiori
Località: Pranolz, Trichiana (BL), 733 m s.l.m. - 28/09/2008

I fiori sono ermafroditi, attinomorfi, penta-ciclici (ossia sono formati da cinque verticilli sovrapposti: perigonio con due verticilli di 3 tepali ciascuno, androceo con due verticilli di stami ciascuno e nella zona più centrale l'ultimo verticillo, il gineceo), trimeri (ogni verticillo è composto da tre elementi). Larghezza del fiore: 30 – 80 mm.
- Formula fiorale:

* P 3+3, A 3+3, G (3) supero
- Perigonio: il perigonio è formato da sei tepali uguali o scarsamente differenziati. Il colore varia dal bianco al lilla rosato fino al purpureo. Sono petaloidi, ossia simili ai petali per la loro funzione vessillifera. I tepali esterni sono larghi 9 – 13 mm.

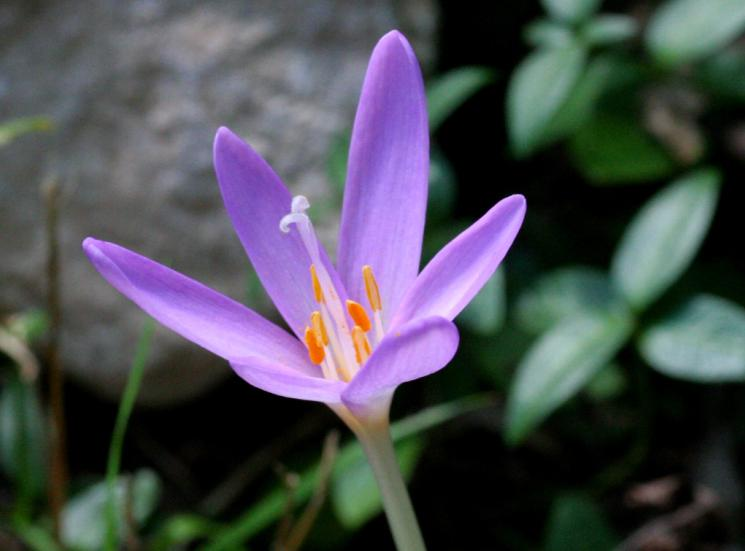
Stami e stilo

- Androceo: gli stami sono sei (3 + 3) inseriti internamente al perigonio. Tre sono più grandi, ma con filamenti più gracili. Le antere sono gialle. Lunghezza dei filamenti staminali: quelli più lunghi 15 mm; quelli più corti 10 mm. Lunghezza delle antere: 5 mm.
- Gineceo: l'ovario supero, formato da tre carpelli, è a tre logge con numerosi semi. Gli stili sono tre, liberi ed eretti dalla base in su ed emergono dagli stami. Gli stimmi sono allungati, clavati e ricurvi ad uncino; la consistenza è papillosa. Lunghezza degli stili: 20 – 25 mm. Dimensione dello stimma: 2 – 2,5 mm.
- Fioritura: il periodo di fioritura è agosto – ottobre; le foglie vengono emesse in primavera, insieme alla fruttificazione.
- Impollinazione: è entomofila tramite api e mosche. Il nettare si trova alla base dei tepali, in corrispondenza dell'inserimento degli stami.

### Frutti

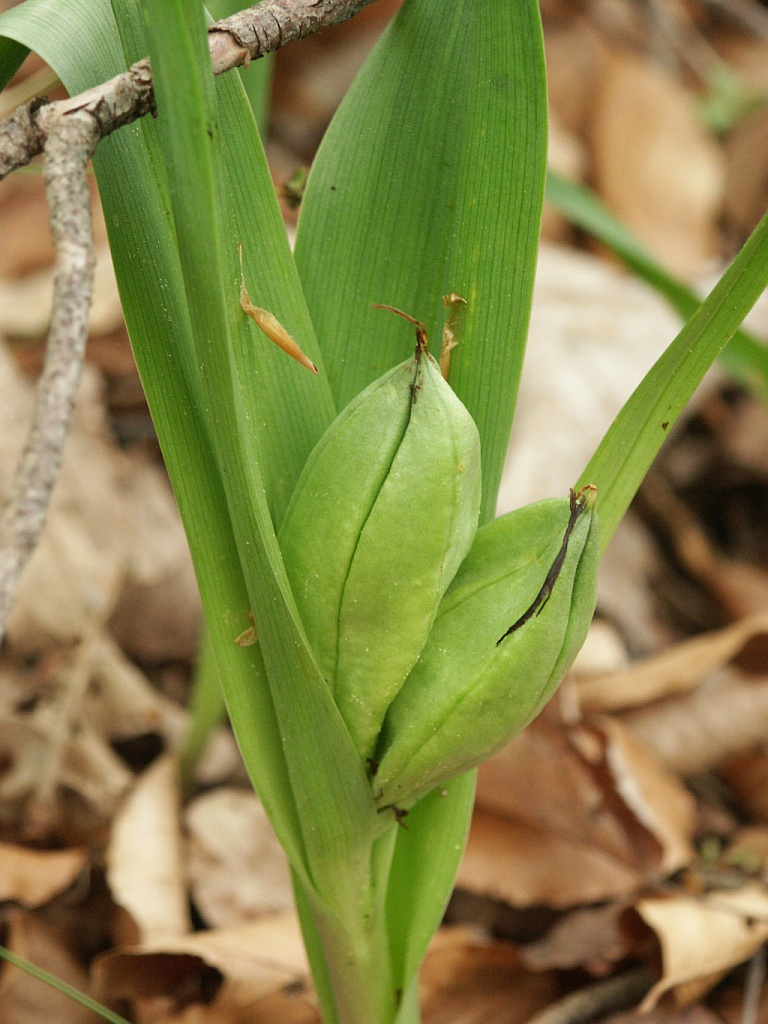
Il frutto

La fruttificazione avviene in maggio – giugno e deriva dalla fioritura dell'anno precedente. È una capsula setticida, ovato-oblunga e acuta all'apice che esce dalla terra insieme alle nuove foglie. I semi sono globosi e nerastri. La diffusione dei semi è favorita da alcune sostanze appiccicose presenti al loro esterno: così aderiscono alle zampe degli animali di passaggio. Dimensione della capsula: larghezza 20 – 27 mm; lunghezza 34 – 55 mm.

## Distribuzione e habitat
- Geoelemento: il tipo corologico (area di origine) è centroeuropeo.
- Diffusione: sul suolo italiano il colchico autunnale è diffuso al nord e raro sugli Appennini settentrionali. Fuori dall'Italia è comune nell'Europa centrale e meridionale (tranne le Alpi Dinariche), nell'Africa settentrionale e nel Caucaso.
- Habitat: i terreni preferiti da queste piante sono quelli prativi (prati falciati), i pascoli ben irrorati da freschi ruscelli e le schiarite boschive. In genere vivono in colonie. Sui rilievi frequentano le praterie rase alpine e subalpine. Il substrato preferito è sia calcareo che siliceo con pH neutro, medi valori nutrizionali del terreno che deve essere mediamente umido.
- Diffusione altitudinale: sui rilievi queste piante si possono trovare fino a 2100 m s.l.m., sui piani vegetazionali collinare, montano e subalpino.

## Fitosociologia
Dal punto di vista fitosociologico la specie appartiene alla seguente comunità vegetale:
Formazione : delle comunità delle macro- e megaforbie terrestri
Classe : Molinio-Arrhenatheretea

## Tassonomia
Il genere Colchicum comprende oltre 150 specie, soprattutto del Vecchio Mondo, mezza dozzina delle quali vivono spontaneamente in Italia. La famiglia delle Colchicaceae è poco numerosa e comprende 19 generi con circa 300 specie.

### Variabilità
Di seguito sono indicate alcune varietà e sottospecie (l'elenco può non essere completo e alcuni nominativi sono considerati da qualche autore sinonimi della specie principale o anche di altre specie):
- Colchicum autumnale L. fo. bulgaricum (Velen.) Domin (1909)
- Colchicum autumnale L. fo. macropetala M.Gajic (1977)
- Colchicum autumnale L. fo. milosi M.Gajic (1977)
- Colchicum autumnale L. fo. pannonicum (Griseb. & Schenk) Domin (1909)
- Colchicum autumnale L. fo. radei M.Gajic (1977)
- Colchicum autumnale L. fo. transsilvanicum (Schur) Domin (1909)
- Colchicum autumnale L. proles vernale (Hoffm.) Rouy (1910)
- Colchicum autumnale L. subsp. algeriense Batt. (1895)
- Colchicum autumnale L. subsp. autumnale
- Colchicum autumnale L. subsp. pannonicum A. Gr.
- Colchicum autumnale L. subsp. pannonicum (Griseb. & Schenk) Nyman (1882)
- Colchicum autumnale L. subsp. vernum (Reichard) Nyman (1890)
- Colchicum autumnale L. var. algeriense (Batt.) Batt. & Trab. (1905)
- Colchicum autumnale L. var. bivonae (Guss.) Fiori (1923)
- Colchicum autumnale L. var. bulgaricum (Velen.) Stoj. & Stef. (1925)
- Colchicum autumnale L. var. castrovillarense N.Terrac. (1891)
- Colchicum autumnale L. var. corsicum (Baker) Fiori (1923)
- Colchicum autumnale L. var. elatius Simonk. (1906)
- Colchicum autumnale L. var. fritillatum Samp. (1910)
- Colchicum autumnale L. var. gibraltaricum Kelaart (1946)
- Colchicum autumnale L. var. kochii (Parl.) Fiori (1923)
- Colchicum autumnale L. var. lucanum N.Terrac. (1873)
- Colchicum autumnale L. var. multiflorum (Brot.) Samp. (1947)
- Colchicum autumnale L. var. neapolitanum Ten. (1825)
- Colchicum autumnale L. var. pannonicum (Griseb. & Schenk) Baker (1879)
- Colchicum autumnale L. var. provinciale (H.Loret) Fiori (1923)
- Colchicum autumnale L. var. speciosissimum Bubela (1884)
- Colchicum autumnale L. var. tenorei (Parl.) Fiori (1894)
- Colchicum autumnale L. var. todaroi (Parl.) Fiori (1894)
- Colchicum autumnale L. var. transsilvanicum (Schur) Nyman (1882)
- Colchicum autumnale L. var. variopictum (Janka) Fiori (1923)
- Colchicum autumnale L. var. vernale (Hoffm.) Nyman (1882)
- Colchicum autumnale L. var. vernum Reichard (1779)
- Colchicum autumnale L. var. viridiflorum Opiz (1852)

### Sinonimi
La specie ha avuto nel tempo diverse nomenclature. L'elenco che segue indica alcuni tra i sinonimi più frequenti:
- Colchicum autumnale Salisb., non L. (sinonimo = Colchicum neapolitanum (Ten.) Ten. )
- Colchicum bisignanii Ten. ex Janka
- Colchicum bulgaricum Velen. (1901)
- Colchicum commune Neck. (1768)
- Colchicum haynaldii Heuff. (1858)
- Colchicum multiflorum Brot.
- Colchicum pannonicum Griseb. & Schenk (1852)
- Colchicum patens F.W. Schultz (1826)
- Colchicum polyanthon Ker Gawl. (1807)
- Colchicum praecox Spenn. (1825)
- Colchicum transsilvanicum Schur (1866)
- Colchicum vernale Hoffm. (1791)
- Colchicum vernum Kunth
- Colchicum vranjanum Adamovic ex Stef.

### Specie simili
Tutte le specie del genere Colchicum sono molto simili tra di loro. Ne elenchiamo alcune:
- Colchicum alpinum Lam. & DC. - Colchico minore: la superficie interna dei tepali è solcata da diverse linee longitudinali più scure.
- Colchicum bivonae Guss. - Colchico di Bivona: le foglie sono più numerose, le antere sono arancioni; inoltre si trova solo al sud e nelle isole.
- Colchicum lusitanum Brot. - Colchico portoghese: le foglie sono più strette e il colore dei tepali è più marcato.
- Colchicum neapolitanum Ten. - Colchico napoletano: il bulbo è più piccolo e le foglie più lineari.

Va inoltre ricordata una certa somiglianza con le specie del genere Crocus, che però appartengono ad un'altra famiglia (Iridaceae), fioriscono in prevalenza in primavera e l'androceo è formato da tre stami, mentre nel Colchicum da sei.

## Usi
Pianta velenosa e mortale in tutte le sue parti.

### Farmacia
- Sostanze presenti: sono piante velenose in quanto contengono la colchicina, un alcaloide altamente tossico (tra i vari effetti impedisce la formazione del fuso mitotico nelle cellule e quindi favorisce la poliploidia) contenuto soprattutto nei semi, ma anche nel bulbo[7]. Se ingerito, causa bruciore alla bocca, nausee, coliche, diarrea sanguinolenta, delirio e anche la morte.[3] A volte la sola manipolazione del fiore può causare danni alla pelle[8]. Questa sostanza viene definita anche "arsenico vegetale"[9]. Sono inoltre presenti colchicoside, grassi vari, gomme, resine, tannino, olio e acido gallico[10]. Per la sua pericolosità è una pianta non ammessa dal Ministero della Salute nella preparazione degli integratori alimentari.
- Proprietà curative: il colchico è usato sia dalla medicina popolare che da quella moderna per le proprietà antitumorali[9], analgesiche (attenua il dolore), antipiretiche (abbassa la temperatura corporea), antigottose, emetiche (utile in caso di avvelenamento in quanto provoca il vomito) e altro ancora[3][10]. In passato si riteneva che il succo del bulbo, mescolato al salnitro, curasse l'artrite e la gotta. La pianta veniva inoltre utilizzata nelle pratiche alchemiche: si riteneva che potesse aiutare a raggiungere l'etere.
- Parti usate: i semi e i tuberi con i quali si possono fare estratti fluidi o tinture.

### Giardinaggio
È facile trovare questa pianta nei giardini rustici o alpini sia per la delicata bellezza dei suoi fiori che per il periodo di fioritura, l'autunno, quando la maggioranza degli altri fiori ha già fatto il loro ciclo.
 
Nelle versioni orticole (cultivar) i fiori possono avere colorazioni diverse dalla specie spontanea, possono essere screziati o avere fiori doppi. Richiedono terreni abbastanza ricchi, soleggiati e non troppo asciutti. I bulbi dormienti resistono abbastanza bene anche a temperature di -20 °C e vanno messi a circa 7 – 10 cm in profondità nei mesi estivi (luglio). Si propagano attraverso il seme e richiedono 4 – 5 anni per raggiungere la maturità..

### Altri usi
Gli zafferani falsi sono spesso impiegati in studi sperimentali di genetica agraria in quanto i processi che precedono la divisione della cellula (processi “cariocinetici”) in queste piante sono abnormi, determinando spesso fenomeni di poliploidismo.

## Medicina
Il bulbo, i semi e i fiori contengono amido, zucchero, gomma, resina e due alcaloidi velenosissimi, la colchicina e la colchiceina; solo la prima ha trovato impiego in dosi basse (0,5–1 mg). Danno testimonianza di tali aspetti velenosi i due scritti di Dioscoride di Anazarbe e Nicandro di Colofone, rispettivamente nelle loro opere De materia medica e Georgiche.

## Storia
Le proprietà e le qualità della pianta erano note già nell'antichità; nella antica medicina greca veniva indicata per curare l'artrite. Dagli inizi del Seicento la pianta è iscritta alla farmacopea inglese.

## Galleria d'immagini

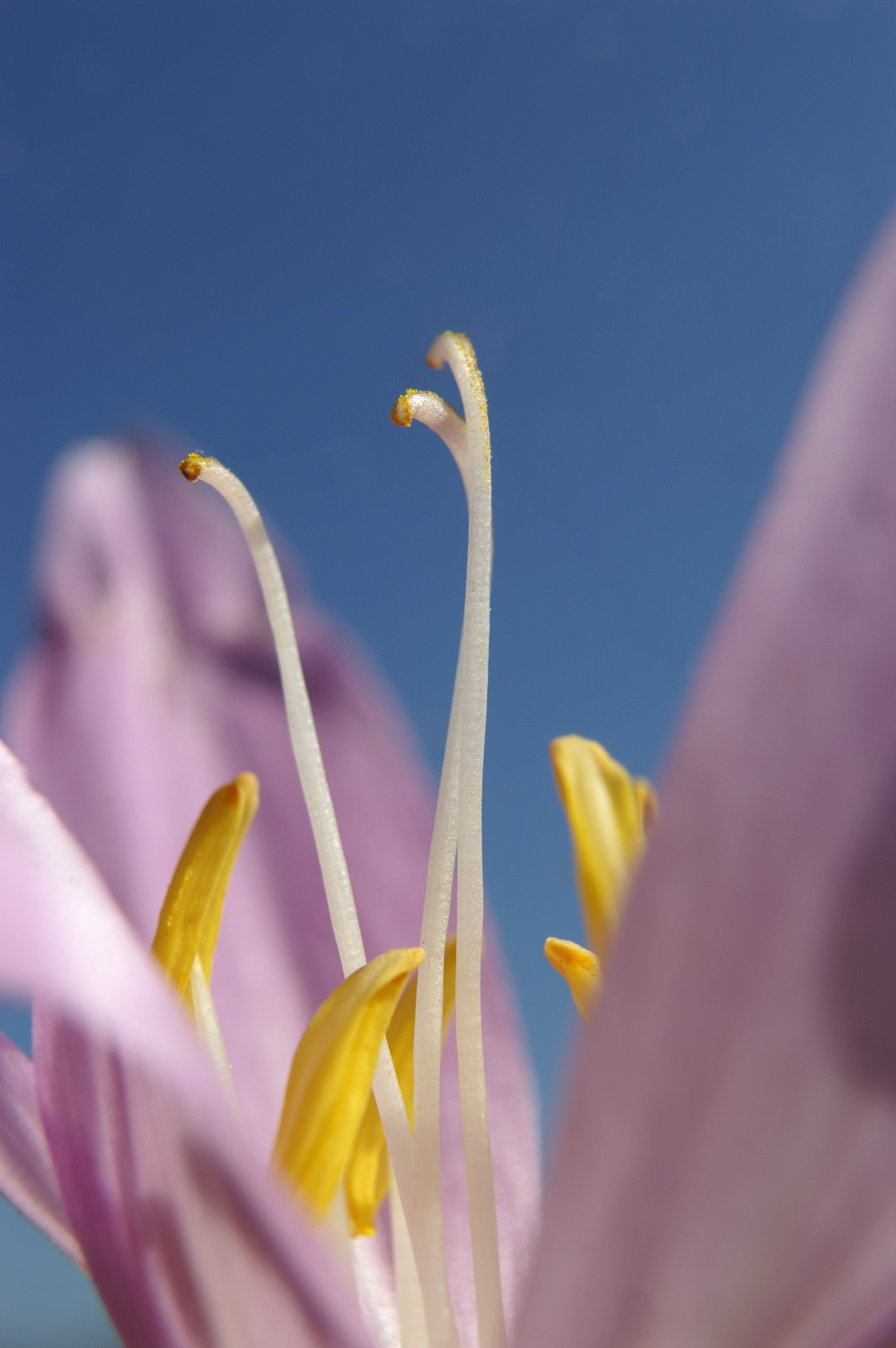
Colchicum autumnale
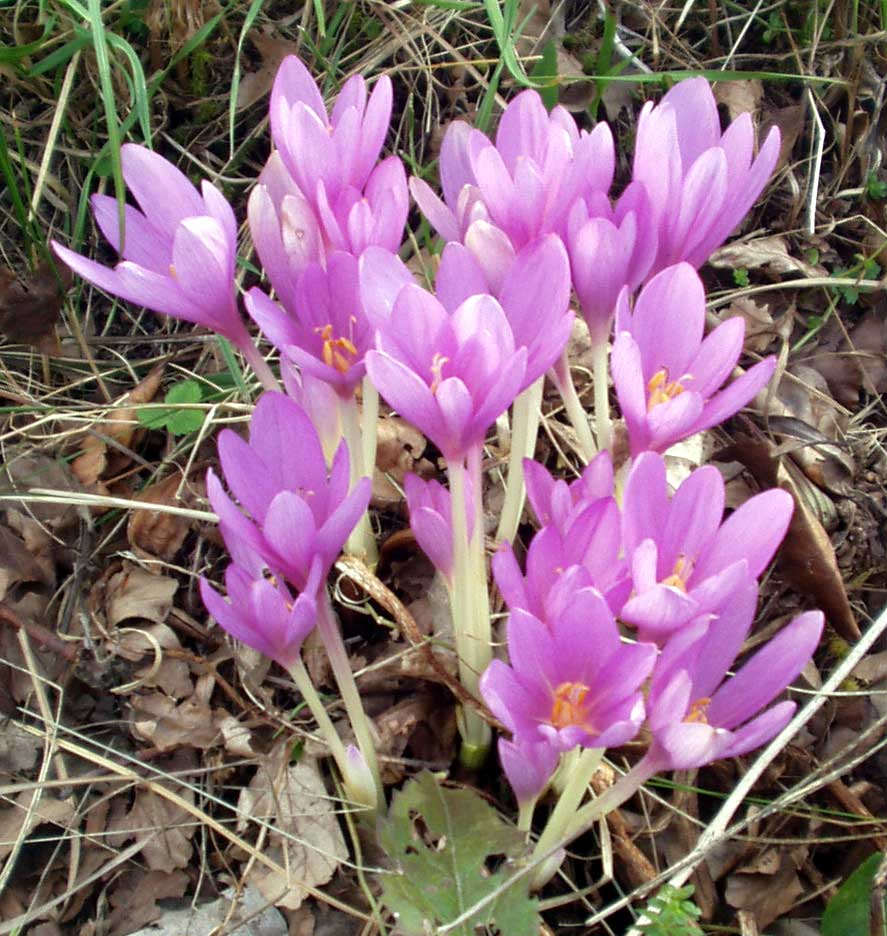
Gföhlberg, Bassa Austria - 19/09/2004.
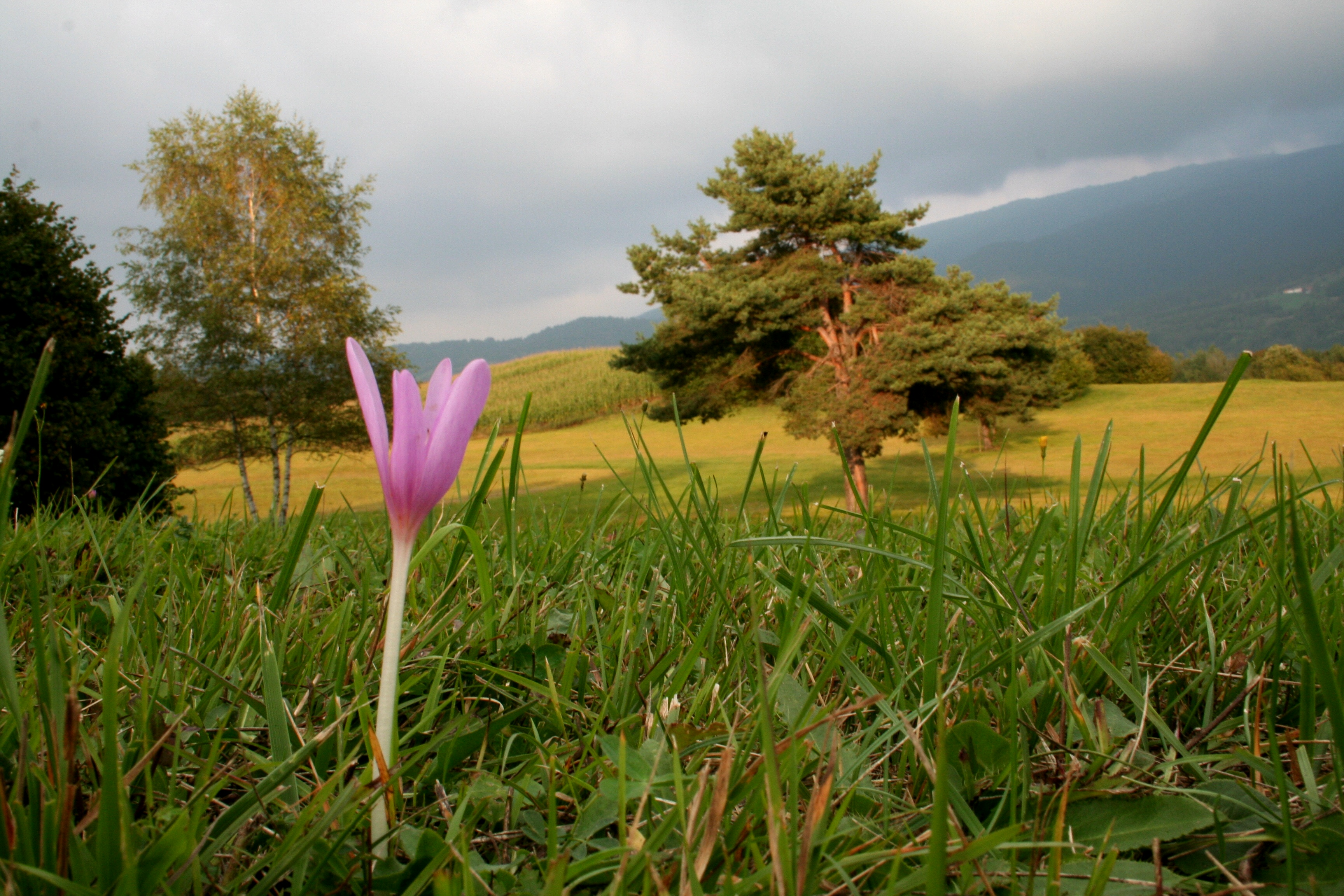
Località: Valmorel, Limana (BL), 800 m s.l.m. - 23/09/2006
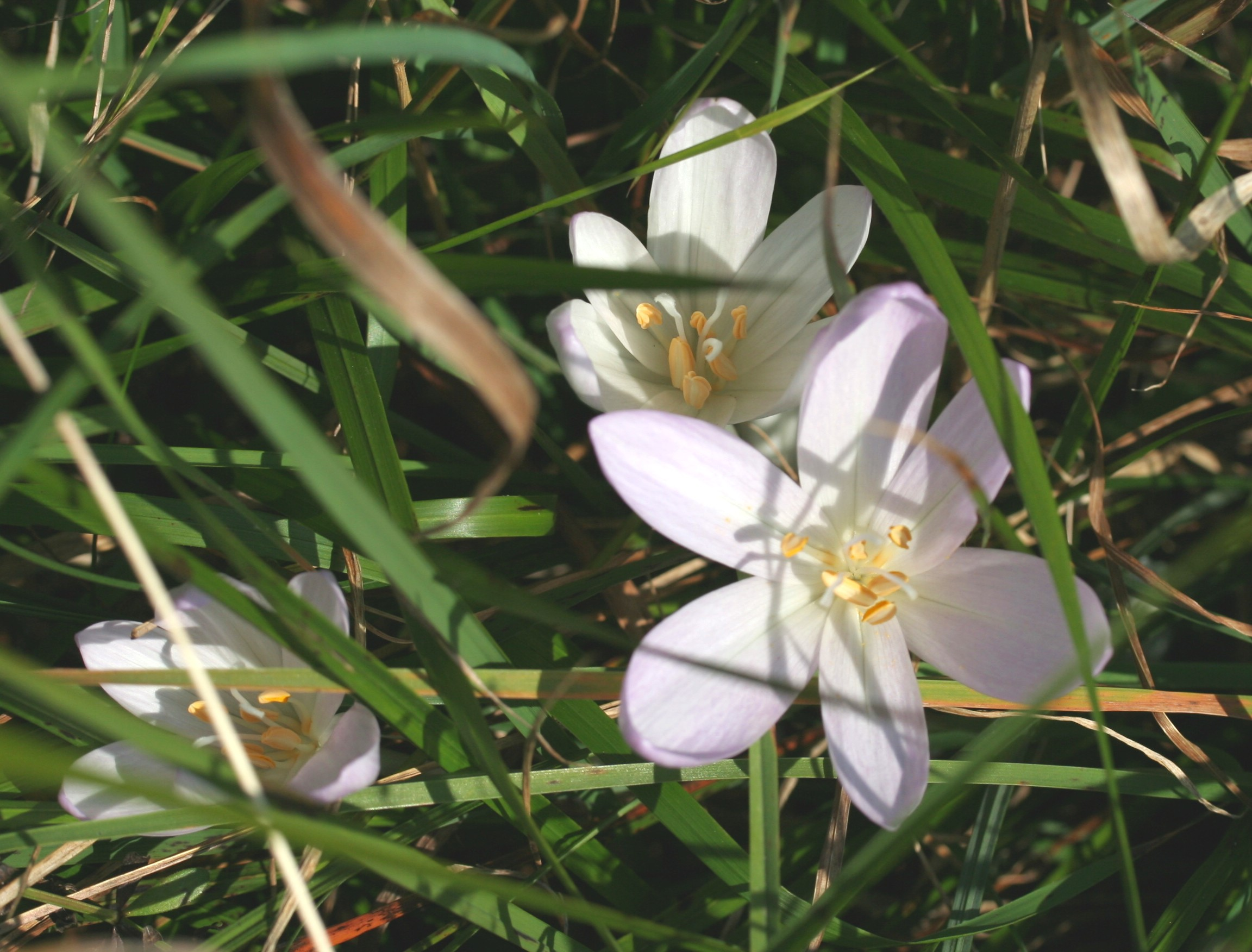
Pranolz, Trichiana (BL), 733 m s.l.m. - 28/09/2008
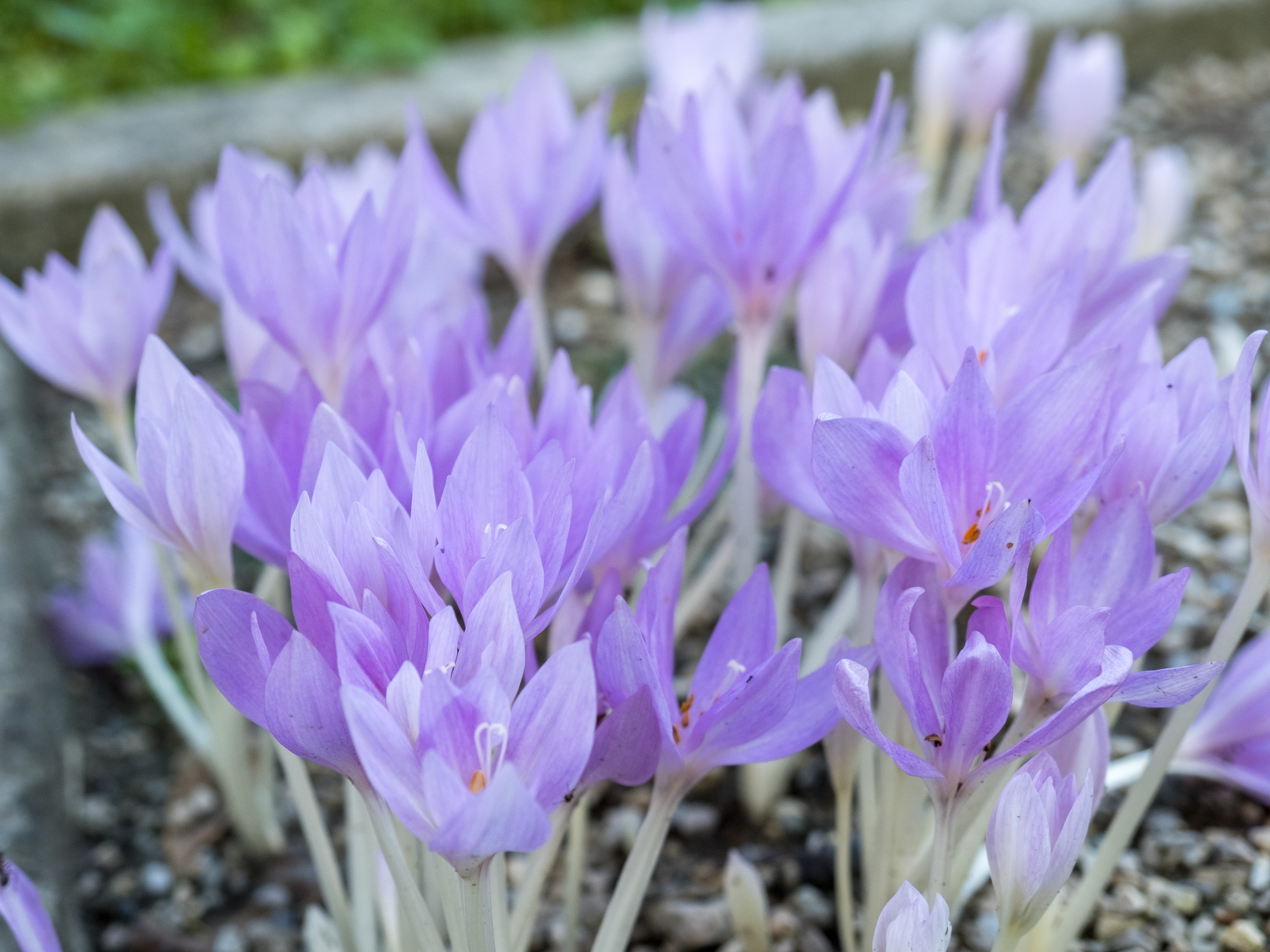
Orto botanico di Padova - 29/09/2024